# Kugelfrüchtiges Schirmmoos
Das Kugelfrüchtige Schirmmoos (Splachnum sphaericum) ist eine Laubmoos-Art aus der Familie Splachnaceae. Synonyme sind unter anderen Splachnum ovatum Hedw. und Splachnum pedunculatum Lindb.

## Merkmale
Splachnum sphaericum wächst in weichen, hellgrünen Rasen. Die Pflanzen sind einfach oder verzweigt und bis 3 Zentimeter hoch. Die oberen Blätter sind rosettenförmig angeordnet und viel größer als die unteren, entfernter stehenden. Sie sind breit eiförmig oder verkehrt eiförmig mit kurzer scharfer Spitze. Die Blattränder sind flach, unten ganzrandig und oben meist schwach gezähnt. Die Blattrippe endet in oder etwas unterhalb der Blattspitze. Die Laminazellen sind dünnwandig, hexagonal bis rhomboidisch und etwa 20 bis 50 Mikrometer breit, an den Blatträndern etwas schmäler.
Die Art ist diözisch oder autözisch (Antheridien und Archegonien an verschiedenen Ästen an derselben Pflanze). Die dünne Seta ist unten rötlich, oben gelblich, geschlängelt und 1 bis 14 Zentimeter lang, die Theka (Urne, Teil der Sporenkapsel, der die Sporen enthält) kurz oval bis fast zylindrisch, die Apophyse (Kapselhals) ist anfangs grün, später schwarzrot, eiförmig bis kugelig und gewöhnlich etwas breiter als die Theka. Der Kapseldeckel ist kegelig gewölbt und kurz bespitzt. Peristomzähne sind gelb bis orange und paarig verbunden. Die glatten Sporen haben eine Größe von 7 bis 12 Mikrometer. Sporophyten sind gewöhnlich reichlich vorhanden, die Sporenreifezeit ist von Frühjahr bis Herbst.

## Standortansprüche
Die Art siedelt bevorzugt auf altem, zersetztem Rinderdung, manchmal auf Schaf- oder Ziegenmist an ständig nassen, lichtreichen Stellen in Mooren, Sümpfen, Quellgebieten oder lichten Waldstandorten. Seltener wächst sie auch an feuchten bis nassen Orten auf Humus oder morschem Holz. Die Bestände sind meist kleinflächig und kurzlebig.

## Verbreitung
Weltweit gibt es Vorkommen in Nordamerika, Nordost-, Ost- und Mittelasien sowie in Europa. In Nordeuropa ist das Moos weit verbreitet, die nördlichsten Funde liegen in Island und Nordskandinavien. In Mitteleuropa hat es seine Hauptverbreitung in den (ober)montanen bis alpinen Höhenlagen der Alpen, hier kommt es zerstreut vor. In den übrigen Gebieten Mitteleuropas sind nur wenige Vorkommen in den Mittelgebirgen bekannt.